# 묵공
《묵공》(墨攻)은 사케미 겐이치의 동명소설 및 모리 히데키의 동명만화를 원작으로 2006년 제작된 한중일 합작 영화이다. 춘추전국시대를 배경으로 조나라의 10만 대군에 맞서 묵가 출신의 지략가 혁리가 인구 4천의 연나라 양성을 지키는 싸움을 그리고 있다. 한국의 보람영화사, 중국의 화이 브러더스, 일본의 NDF, 홍콩의 콤스탁이 1600만 달러의 예산을 4등분해 제작했으며 세계 4대 영화제에서 수상한 일본의 프로듀서 이세키 사토루와 보람영화사의 대표 이주익이 프로듀서 겸 제작자로 참여했다. 2005년 9월 24일 크랭크인해 이듬해 1월까지 허베이성 바오딩 시에 위치한 66000제곱미터(약 2만평) 규모의 이시엔 스튜디오에서 촬영했다. 2005년 칸 영화제에서 약 10분 분량의 하이라이트 영상을 상영하는 프로모션 시사회를 가져 호평을 받았다. 각본 및 연출은 홍콩 출신의 감독 장지량이 맡았다. 장지량은 1995년 캐나다에서 원작을 보고 영화화를 결심해 2년 뒤인 1997년 판권을 사들였고, 9년여의 시간을 들여 이 작품을 영화화했다.
중국에서는 2006년 11월 23일, 한국에서는 2007년 1월 10일, 일본에서는 2007년 2월 3일에 각각 개봉되었다.

## 출연진
- 류더화 - 혁리 역
- 안성기 - 항엄중 역
- 판빙빙 - 일열 역
- 최시원 - 양적 역
- 왕즈웬 - 양왕 역
- 우치룽 - 자단 역
- 홍천조 - 조나라 장군 고하용 역
- 우마
- 전소호 - 우 장군 역

## 수상
- 2007 금자형장 - 최우수 작품상
- 2007 홍콩 영화 금상장 - 최우수 편집상
- 2007 골든 루스터 상 - 최우수 미술감독상

## 같이 보기
- 묵자
- 묵가